# Cratocentrus tomentosus
Cratocentrus tomentosus är en stekelart som först beskrevs av Nikol'skaya 1952.  Cratocentrus tomentosus ingår i släktet Cratocentrus och familjen bredlårsteklar. Inga underarter finns listade i Catalogue of Life.